# Mašťov
Mašťov là một thị trấn thuộc huyện Chomutov, vùng Ústecký, Cộng hòa Séc.